# ستيفن غايل
ستيفن غايل (بالإنجليزية: Steven Gayle) هو منافس ألعاب قوى جامايكي، ولد في 19 مارس 1994.

## وصلات خارجية
- ستيفن غايل على موقع الاتحاد الدولي لألعاب القوى (الإنجليزية)
- ستيفن غايل على موقع TFRRS.org (الإنجليزية)